# Hard to Explain
"Hard to Explain" é o primeiro single da banda The Strokes. Foi lançado primeiramente no Reino Unido e mais tarde nos EUA com a arte da capa do álbum diferente (Enquanto a versão dos EUA apresenta como capa uma cadeira transparente com um fundo branco, a versão do Reino Unido apresenta duas cadeiras, uma preta e uma vermelha, de frente para a câmera. As cadeiras parecem estar em uma lanchonete ou restaurante).
O lado B do single, "New York City Cops", foi omitido da versão americana por causa dos ataques terroristas de 11 de setembro (O refrão de "New York City Cops" diz: "New York City cops/They ain't too smart" em tradução livre: "Os policiais de Nova York não são muito inteligentes").
Em 2011, os leitores do site NME.com elegeram a música 'Hard To Explain' como a melhor dos Strokes.

## Videoclipe
O vídeo de "Hard to Explain" é recheado de imagens e vídeos aleatórios, a banda quase não aparece.
Foi dirigido pela equipe de Roman Coppola e Johannes Gamble (Julian Casablancas também, mas não foi creditado).

## Faixas

### Austrália e Reino Unido (CD)
1. Hard to Explain
2. New York City Cops

### Nova Zelândia (CD)
1. Hard to Explain
2. New York City Cops
3. Take It or Leave It (Live in LA)
4. Trying Your Luck (Live in LA)

### Irlanda (CD)
1. Hard to Explain
2. The Modern Age
3. Last Nite
4. When It Started
5. Take It or Leave It (Live KCRW radio session)
6. Hard to Explain
7. New York City Cops
8. Take It or Leave It (Live KCRW radio session)
9. Trying Your Luck (Live KCRW radio session)

### Edição limitada em vinil (EUA)
1. Hard to Explain
2. New York City Cops

## Posição nas paradas musicais
| Parada (2001–2002)                             | Melhor posição |
| ---------------------------------------------- | -------------- |
| Austrália (ARIA)                               | 66             |
| Canadá (Nielsen SoundScan)                     | 7              |
| Irlanda (IRMA)                                 | 10             |
| Suécia (Sverigetopplistan)                     | 56             |
| Reino Unido (UK Singles Chart)                 | 16             |
| Estados Unidos (Billboard Alternative Airplay) | 27             |